# Pierre Gabriel (mathématicien)
Pour les articles homonymes, voir Pierre Gabriel (homonymie) et Gabriel.
Pierre Gabriel (aussi appelé Peter Gabriel, né le 1er août 1933 à Bitche et mort le 24 novembre 2015 à Saint-Gall) est un mathématicien français, travaillant dans les domaines de l'algèbre, en particulier l'algèbre homologique. Il fut également un des promoteurs historiques du mouvement en faveur du bilinguisme alsacien-mosellan.

## Biographie
Gabriel doit son orientation mathématique essentiellement aux cours de Jean-Pierre Serre au Collège de France. Il rédige en particulier la première version du cours Algèbre locale. Multiplicités (1957-1958).
Après une prépa au Lycée de Metz (actuel Lycée Fabert), il est normalien (promotion 1953), reçu 1er à l'agrégation de mathématiques (1956) ; Gabriel obtient le doctorat d'État à l'université de Paris avec une thèse sur les fibrés de Kan (en) (1960), et une autre sur les catégories abéliennes (1961). Il est successivement professeur aux universités de Strasbourg, Metz, Bonn et Zurich.
Gabriel présente dans sa thèse de doctorat (parue en 1962 dans le Bulletin de la Société mathématique de France) des avancées majeures en théorie des catégories abéliennes, notamment des catégories de faisceaux quasi-cohérents sur schémas. Il travaille en collaboration avec Alexander Grothendieck pour les SGA (Séminaire de Géométrie Algébrique) 1 et 3.
Avec Michel Zisman, il développe une théorie de localisation généralisée en théorie d'homotopie. Avec Michel Demazure, il rédige un manuel sur les groupes accentuant le point de vue de l’algèbre homologique. Puis il s'attache à l'étude des représentations des algèbres de dimension finie et des carquois. En 1970, il montre que les carquois de type fini (avec un nombre fini de représentations indécomposables) correspondent aux diagrammes de Dynkin.
De 1964 à 2007, il collabore avec Nicolae Popescu à la caractérisation des catégories abéliennes. Leur résultat le plus connu est le théorème de Gabriel–Popescu (en). En 1972 il est lauréat du prix Francœur.
Il est président de la Société mathématique suisse en 1980 et 1981. En 1986, il est élu membre correspondant de l'Académie des sciences. La même année, il est Invited Speaker au Congrès international des mathématiciens à Berkeley pour présenter ses travaux sur les représentations d'algèbres de dimension finie.
Gabriel est aussi un défenseur ardent et actif du bilinguisme français-allemand en Alsace et en Moselle : il contribue en 1968 à créer le Cercle René Schickele (aujourd'hui « Culture et bilinguisme d'Alsace et de Moselle ») dont il sera le président-fondateur. Plus tard en 2008, il fonde avec Philippe Mouraux l’association Culture et Bilinguisme de Lorraine - Zweisprachig, unsere Zukunft, association dans laquelle il occupe le poste de secrétaire général jusqu'en 2014. À ce titre, il réalise, en collaboration avec Ursula Ausderau, un travail unique d'enregistrements de locuteurs natifs dans les divers dialectes franciques et alémaniques de Moselle germanophone disponibles sur 11 CD accompagnés des textes en dialecte avec leur transcription en allemand standard. Ces enregistrements prennent pour base les recueils de contes et légendes publiés par Angelika Merkelbach-Pinck dont il est un proche . Il est aussi l'auteur de divers articles en allemand et français sur la problématique linguistique de sa région publiés dans Land un Sproch, la revue du Cercle René Schickele, et dans Paraple, celle de l'association Gau un Griis.